# Kercado
Cet article concerne un quartier de Vannes. Pour le monument mégalithique de Carnac, voir Cairn de Kercado.
Kercado est l'un des onze quartiers de Vannes comptant 4 714 habitants lors du recensement 1999. Situé à l'ouest de la ville, le quartier de Kercado, était, avec celui de Ménimur, un des deux quartiers prioritaires de Vannes. Elles n'ont pas été classées en zones de sécurité prioritaire.

## Vie de quartier

### Équipements sociaux
- Maison de quartier
- Multisocial de Kercado
- Centre médico-social

### Culture
- Médiathèque municipale
- Ludothèque de Kercado

### Parcs et jardins
- Parc des Vallons

### Médias
- Journal de quartier : Bruits de quartiers[1] (Commun aux quartiers de Kercado-Conleau-Cliscouët)

## Enseignement
Premier degré :
- École Armorique
- École Jacques-Prévert

Second degré : 
- Collège Montaigne
- Lycée Alain-René-Lesage

Enseignement supérieur :
- Institut universitaire de technologie de Vannes

## Bâtiments administratifs
- Mairie annexe de Kercado
- Direction départementale de la cohésion sociale du Morbihan
- Archives départementales du Morbihan

## Équipements sportifs
- Complexe sportif de Kercado
- Piscine Municipale de Kercado

## Lieux de culte
- Mosquée Masjid Arrayyane
- Église catholique Saint Vincent-Ferrier, église moderne dédiée au saint espagnol prédicateur en Bretagne.